# 山梨県小瀬スポーツ公園アイスアリーナ

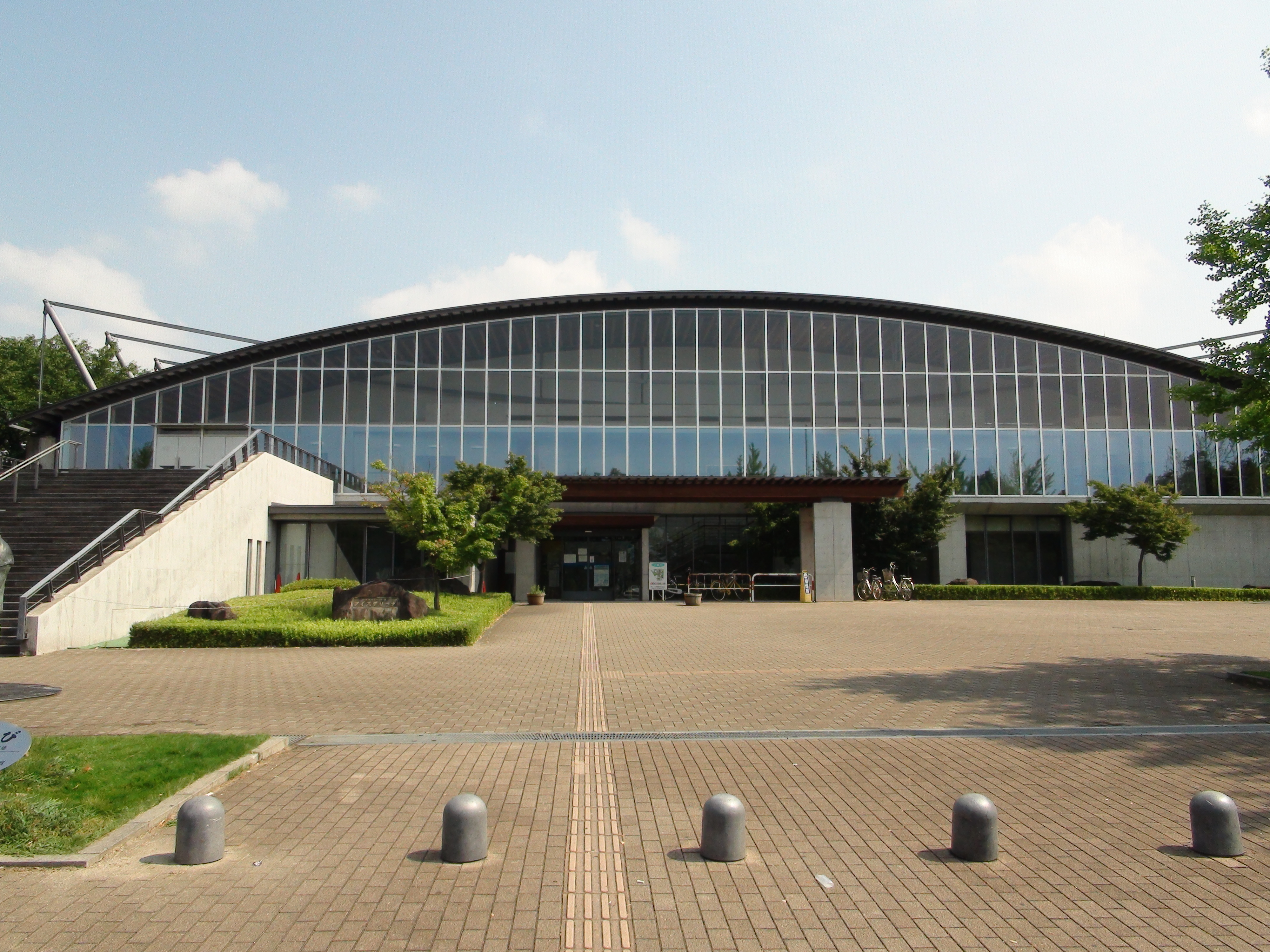
山梨県小瀬スポーツ公園アイスアリーナ（2012年7月28日撮影）

山梨県小瀬スポーツ公園アイスアリーナ（やまなしけん・こせスポーツこうえん・アイスアリーナ）は、山梨県甲府市の山梨県小瀬スポーツ公園内にある室内スケートリンク。施設は山梨県が所有し、山梨県スポーツ協会が指定管理者として運営管理にあたっている。
2000年開場。国体冬季会場として使用されるほか、フィギュアスケートやアイスホッケー、カーリングの競技会場として使用される他、大会が行なわれない時は一般にも貸し出しを行っている。

## 施設概要
- リンク:縦30m×横60m
- スタンド：882人収容（固定席680人、立見席202人）
- 4月～7月中旬は閉鎖

## 交通アクセス
- 山梨県小瀬スポーツ公園#交通アクセスを参照

## 主な使用実績
- 第56回国民体育大会（2001年、フィギュアスケート）
- 第60回国民体育大会（2005年、フィギュアスケート）
  - 当大会にて安藤美姫が出場した際、彼女見たさに観客が押し寄せ、入場制限がかけられる事態になった。国体においてこのような事態に陥るのは極めてまれなことである。
- 第73回国民体育大会（2018年、ショートトラックおよびフィギュアスケート）